# Чачаракі
Чачаракі (груз. ჭაჭარაქი) — село в Грузії.
За даними перепису населення 2014 року в селі проживає 395 осіб.